# Кондиціонування (збагачення)

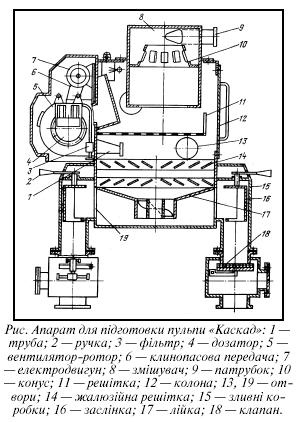
Кондиціонування.JPG

Кондиціонування в збагаченні, (рос. кондиционирование в обогащении, англ. conditioning, нім. Konditionierung f in der Aufbereitung f) — допоміжний технологічний процес для отримання рудних пульп, суспензій, емульсій та рідин з певними фіз. і (або) фіз.-хім. властивостями шляхом обробки їх газами, рідкими і твердими реагентами, а також завдяки електрохімічним, магнітним, радіаційним, акустичним та ін. впливам. При К. можуть змінюватися змочуваність окр. мінералів, електричний потенціал поверхні мінеральних частинок, міра їх агрегатування в пульпі, окиснювальновідновний потенціал водної фази пульпи і її йонний склад, реологічні властивості емульсій і суспензій тощо. Конкретні цілі і методи К. визначаються вимогами подальших технол. процесів — флотації, згущення, піногасіння, знешламлення, хім. очищення пром. стоків, вилуговування руд і продуктів збагачення та ін. К. здійснюють у спеціальних апаратах або пристроях — контактних чанах, агітаційних чанах, апаратах кондиціонування типу «Каскад», а також, баках, флотомашинах, гідротрансп. системах, насосах, байпасах та ін. Ефективність К. контролюють за йонним складом рідкої фази, т-рою, в'язкістю, оптич. та ін. властивостями продуктів, що обробляються.